# Leichtathletik-Europameisterschaften 2010/Teilnehmer (Russland)

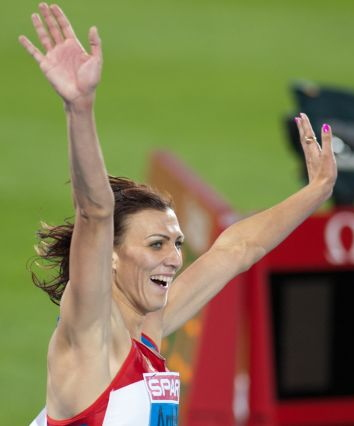
Natalja Antjuch nach ihrem Sieg über 400 m Hürden in neuem Meisterschaftsrekord

Russland meldete 109 Sportler, davon 49 Männer und 60 Frauen, für die Leichtathletik-Europameisterschaften 2010 vom 27. Juli bis zum 1. August in Barcelona.

## Doping
Am 27. September 2017 gab der Weltleichtathletikverband IAAF bekannt, dass Ljubow Charlamowa wegen Dopings erneut für zwei Jahre bis 2019 gesperrt und seit 27. Juli 2010 disqualifiziert wurde.

| Wettbewerb        | Männer | Frauen |
| ----------------- | --- | --- |
| 100 m             | Michail Idrissow (Vorläufe, 26. Platz)                                                                                                  | Anna Gurowa (6. Platz) Julija Kazura (17. Platz) Juna Mechti-Sade (14. Platz) |
| 200 m             | Wjatscheslaw Kolesnitschenko (Halbfinale, 14. Platz)                                                                                    | Alexandra Fedoriwa (Bronze) Anastassija Kapatschinskaja (4. Platz) Julija Tschermoschanskaja (7. Platz)                                                                                 |
| 400 m             | Maxim Dyldin (Halbfinale, 13. Platz) Wladimir Krasnow (4. Platz) Pawel Trenichin                                                        | Tatjana Firowa (Gold) Antonina Kriwoschapka (Bronze) Xenija Ustalowa (Silber) |
| 800 m             | Juri Koldin (Vorläufe, 19. Platz) | Tatjana Andrianowa (16. Platz) Swetlana Kljuka (8. Platz) Marija Sawinowa (Gold) |
| 1500 m            | | Anna Alminowa (6. Platz) Natalja Jewdokimowa (16. Platz) Oxana Sbroschek (9. Platz) |
| 5000 m            | Alexander Orlow (11. Platz) Jewgeni Rybakow (Vorläufe, 18. Platz)                                                                       | Olga Golowkina (11. Platz) Jelisaweta Gretschischnikowa (8. Platz) Marija Konowalowa (5. Platz)                                                                                         |
| 10.000 m          | Pawel Schapowalow (18. Platz) | Inga Abitowa (Silber) Lilija Schobuchowa (ausgeschieden) Jelena Sokolowa (7. Platz) |
| Marathon          | Juri Abramow (ausgeschieden) Oleg Kulkow (15. Platz) Dmitri Safronow (Bronze) Alexei Sokolow (9. Platz)                                 | Jewgenija Danilowa (28. Platz) Nailja Julamanowa (Silber) Margarita Plaksina (29. Platz) Tatjana Puschkarjowa (ausgeschieden) Silwija Skworzowa (11. Platz) Irina Timofejewa (9. Platz) |
| 3000 m Hindernis  | Andrei Farnossow (11. Platz) Ildar Minschin (6. Platz)                                                                                  | Ljubow Charlamowa (DSQ) Ljudmila Kusmina (Vorläufe, 17. Platz) Julija Sarudnewa (Gold)                                                                                                  |
| 100 m Hürden      | – | Tatjana Dektjarjowa (6. Platz) Olga Samylowa (Halbfinale, 10. Platz) |
| 110 m Hürden      | Jewgeni Borissow Konstantin Schabanow (Vorläufe, 15. Platz)                                                                             | – |
| 400 m Hürden      | Alexander Derewjagin (7. Platz) | Natalja Antjuch (Gold) Jewgenija Issakowa (6. Platz) Natalja Iwanowa (7. Platz) |
| Hochsprung        | Alexei Dmitrik (7. Platz) Alexander Schustow (Gold) Iwan Uchow (Silber)                                                                 | Irina Gordejewa (Vorkampf, 13. Platz) Swetlana Schkolina (4. Platz) |
| Stabhochsprung    | Alexander Gripitsch (Vorkampf, keine gültige Höhe) Leonid Kiwalow (Vorkampf, 21. Platz) Dmitri Starodubzew (Finale, keine gültige Höhe) | Swetlana Feofanowa (Gold) Julija Golubtschikowa (7. Platz) |
| Weitsprung        | Dmitri Plotnikow (Vorkampf, 15. Platz) Pawel Schalin (Vorkampf, 14. Platz)                                                              | Ljudmila Koltschanowa (5. Platz) Tatjana Kotowa (Vorkampf, 18. Platz) Olga Kutscherenko (Bronze)                                                                                        |
| Dreisprung        | Ljukman Adams (6. Platz) Ilja Jefremow (Vorkampf, kein gültiger Versuch) Jewgeni Plotnir (Vorkampf, 20. Platz)                          | Nadeschda Aljochina (4. Platz) Natalja Kutjakowa (Vorkampf, 19. Platz) Alsu Murtasina (12. Platz)                                                                                       |
| Kugelstoßen       | | Anna Awdejewa (Bronze) Olga Iwanowa (5. Platz) |
| Diskuswurf        | Bogdan Pischtschalnikow (Vorkampf, 16. Platz)                                                                                           | Natalja Sadowa (4. Platz) Swetlana Saikina (10. Platz) |
| Hammerwurf        | Igor Winitschenko (8. Platz) | Tatjana Lyssenko (Silber) |
| Speerwurf         | Ilja Korotkow (Vorkampf, 21. Platz) Sergei Makarow (7. Platz)                                                                           | Marija Abakumowa (5. Platz) |
| Siebenkampf       | – | Marina Gontscharowa (8. Platz) Jana Pantelejewa (13. Platz) Tatjana Tschernowa (4. Platz)                                                                                               |
| Zehnkampf         | Wassili Charlamow (13. Platz) Alexei Drosdow (7. Platz) Alexander Pogorelow                                                             | – |
| 20 km Gehen       | Waleri Bortschin Stanislaw Jemeljanow (Gold) Andrei Kriwow (6. Platz)                                                                   | Olga Kaniskina (Gold) Anissja Kirdjapkina (Silber) Wera Sokolowa (Bronze) |
| 50 km Gehen       | Juri Andronow (10. Platz) Sergei Bakulin (Bronze) Sergei Kirdjapkin (ausgeschieden)                                                     | – |
| 4 × 100 m Staffel | Michail Idrissow Wjatscheslaw Kolesnitschenko Anton Olefir Roman Smirnow Iwan Teplych                                                   | Julija Tschermoschanskaja Alexandra Fedoriwa Anna Gurowa Julija Guschtschina Julija Kazura                                                                                              |
| 4 × 400 m Staffel | Alexei Aksjonow Alexander Derewjagin Maxim Dyldin Wladimir Krasnow Sergei Petuchow Pawel Trenichin                                      | Tatjana Firowa Anastassija Kapatschinskaja Antonina Kriwoschapka Natalja Nasarowa Xenija Ustalowa Xenija Sadorina                                                                       |